# Abigail e Brittany Hensel
Abigail Loraine "Abby" Hensel e Brittany Lee Hensel (Condado de Carver, 7 de março de 1990) são gêmeas dicefálica parapagus, que significa que são gêmeas siamesas, cada uma possui uma cabeça separada,  porém seus corpos estão unidos. Elas são altamente simétricas para gêmeas siamesas, dando a impressão que possuem um único corpo sem variação marcada  da proporção normal. Na verdade, vários órgãos vitais se dobraram, cada gêmea possui um coração, pulmão, estômago, coluna e medula espinhal separadas.
Cada gêmea controla sua metade de seu corpo, operando um dos braços e uma das pernas. Isto significa que quando crianças, a aprendizagem inicial de processos físicos que exigiam coordenação corporais, como bater palmas, engatinhar e andar, necessária a cooperação de ambas as gêmeas. Enquanto cada uma é capaz de comer e escrever separadamente e simultaneamente, atividades como corrida e natação devem ser coordenadas e suplente simetricamente. Outras atividades tão diversas como escovar o cabelo e dirigir um carro exigem que cada gêmea execute uma sequência de ações separadas, que coordenam uma com a outra.
Apesar da curiosidade que sua condição tem gerado, as gêmeas receberam relativamente pouca atenção da imprensa até a idade adulta. Aos 16 anos de idade deram uma entrevista na The Learning Channel, em 17 de dezembro de 2006, em que se discutiu os aspectos de suas vidas diárias e planos para o futuro. Elas estrelaram em sua própria série de TV no TLC em 2012.

## Vida
As gêmeas nasceram em Condado de Carver, Minnesota, filhas de Patty Hensel, uma enfermeira, e Mike Hensel, um carpinteiro e paisagista. Elas possuem um irmão e irmã mais novos. Elas foram criadas em New Germany, Minnesota e frequentaram a escola Lutheran High School em Mayer, Minnesota.

## Fisiologia
As gêmeas têm um corpo único, com cabeças e pescoços separados, seu peito é mais amplo que o normal, dois braços e duas pernas. Ao nascer, elas tinham um braço rudimentar entre as bases de seus pescoços ligados a uma omoplata na parte de trás, sendo partes combinadas do braço esquerdo de Abigail e do braço direito de Brittany. Ele foi removido, deixando o ombro.
A cabeça de Abigail inclina lateralmente para fora cerca de 5 graus para a direita, enquanto a de Brittany inclina lateralmente em cerca de 15 graus para a esquerda, fazendo-a parecer mais baixa, mesmo quando sentadas. A perna de Brittany é, na verdade, quase duas polegadas mais curta do que a perna de Abigail, e Brittany tende a levantar e andar na ponta dos pés, que lhe deu um músculo da panturrilha significativamente maior do que Abigail. O crescimento da espinha de Abigail teve que ser interrompido cirurgicamente após Brittany prematuramente parar de crescer. Aos 12 anos de idade, elas foram submetida à cirurgia para corrigir escoliose e para expandir sua cavidade torácica, para evitar futuras dificuldades com a respiração.
Cada gêmea gere um lado de seu corpo compartilhado. O sentido do tato de cada uma é restrito à metade de seu corpo, de tal modo que há uma pequena área de sobreposição na linha média. Dores de estômago no entanto são sentidas apenas pela dupla no lado oposto. Elas são eficazes na cooperação usando seus membros quando são necessárias as duas mãos ou ambas as pernas. Ao coordenar os seus esforços, elas são capazes de andar, correr, nadar e andar de bicicleta normalmente, todas as tarefas que elas aprenderam, à uma velocidade normal. Juntas, elas podem digitar em um teclado de computador, em uma velocidade normal, e dirigir um carro. No entanto, suas alturas diferentes (Abby, é mais alta e possui a perna mais comprida do que Brittany) levou à dificuldade em equilibrar em uma Segway, como mostrado em sua série.

### Distribuição de órgãos

Esquema da distribuição dos órgãos das gêmeas dicéfalas Abigail e Brittany Hensel.

As gêmeas têm órgãos individuais na parte superior do seu corpo, enquanto que a maioria delas localizada em/ou abaixo do nível do umbigo são partilhados, sendo exceção a medula espinhal. As irmãs possuem:
- 2 cabeças
- 2 espinhas
- 2 medulas espinhais completamente distintas.
- 2 braços (originalmente 3, mas o braço central rudimentar foi removido cirurgicamente, deixando apenas o ombro no lugar)
- 1 ampla caixa torácica com 2 esternos altamente fundidos.
- 2 seios
- 2 corações em um sistema circulatório compartilhado (nutrição, respiração.)
- 4 pulmões
- 1 diafragma com a respiração involuntária bem coordenada, ligeiro defeito Central
- 2 estômagos
- 2 vesícula biliar
- 1 fígado
- 1 intestino delgado
- 1 intestino grosso
- 3 rins 2 esquerda, 1 direita
- 1 bexiga
- 1 conjunto de órgãos reprodutivos
- 1 pélvis ligeiramente larga
- 2 pernas

### Separação
Após o nascimento, os pais das gêmeas rejeitaram a opção de tentar separação cirúrgica depois de ouvir dos médicos que era provável que ambas as gêmeas não sobrevivessem à operação. Como elas cresceram e aprenderam a andar e desenvolver outras habilidades, seus pais confirmaram a sua decisão contra a separação, alegando que a qualidade de vida para as gêmeas vivendo separadamente seria menor do que a sua qualidade de vida como seres siameses.

## Idade adulta
As gêmeas passaram com sucesso em seu exame para licença de condutor, tanto o escrito como os exames de condução. Elas tiveram que fazer todos testes duas vezes, uma para cada gêmea. Abigail controla os dispositivos localizados à direita do banco do condutor, Brittany, aqueles no lado esquerdo. Juntas elas controlam o volante.
Ambas se formaram no colegial em 2008. Elas começaram a faculdade em Universidade Bethel em Arden Hills, Minnesota, com especialização em educação. Elas haviam considerado seguir diferentes carreiras, mas o volume de cursos extra foi proibitivo. Elas se formaram como Bachelor of Arts em 2012.
Na conversa as gêmeas são claramente pessoas distintas, com distintos gostos e desgostos. As suas preferências em comida, cor da roupa  etc, diferem. Algumas de suas roupas são alteradas pela sua costureira de forma que elas tenham dois decotes separados, a fim de enfatizar a sua individualidade. Elas geralmente têm refeições separadas, mas, às vezes, preferem compartilhar uma única refeição por uma questão de conveniência (por exemplo, cada uma dá uma mordida no mesmo hamburger). Abigail é melhor em matemática e Brittany é melhor em escrever. Para tarefas como responder a e-mail, elas optam por responder como uma só, antecipando sentimentos uma da outra, com pouca comunicação verbal entre elas. Em casos como este último, a sua escolha de pessoa gramatical é usar a primeira pessoa do singular por força do hábito, quando concordam, mas quando as respostas são diferentes, elas usam seus nomes na terceira pessoa do singular.
Há alguma preocupação sobre a capacidade das gêmeas para ter uma boa saúde, pois apenas quatro conjuntos conhecidos de gêmeos siameses que compartilham um tronco indiviso e duas pernas já sobreviveu até a idade adulta e a maioria tem defeitos cardíacos congênitos ou outras anomalias de órgãos. Nenhum desses problemas mostraram-se no caso delas. Elas não gostam de ser intensamente encaradas ou fotografadas por estranhos, invadindo suas privacidades. Em entrevistas para o Discovery Channel, em 2006, elas, então com 16 anos, disseram que esperavam namorar, casar e ter filhos. Também afirmaram que esperavam que, fornecendo algumas informações sobre si mesmas, elas seriam capazes de levar vidas sociais de outra forma bastante típica 

## Aparições na mídia
As gêmeas apareceram no  The Oprah Winfrey Show, em 8 de abril e 29 de abril de 1996. Em abril de 1996, elas foram destaque na capa da Life sobre o texto "Um Corpo, Duas Almas", e seu estilo de vida diário foi retratado no artigo correspondente intitulado "Summer As Hensels"   Life  seguida de outra história em setembro de 1998. Em 2002, elas apareceram em Joined for Life, um documentário de TV por Advanced Medical Productions, distribuídos na Discovery Health Channel  e um follow-up de 2003, Joined at Birth. Em 2003, uma história atualizada delas aos 11 anos (filmado em 2001) foi publicada no Time e novamente em Life. ABC TV também fez um documentário chamado "Joined for Life"  In 2006, Advanced Medical fez outro documentário Joined for Life: Abby & Brittany turn 16, que discute a sua adolescência, escola, vida social e atividades tais como a obtenção da licença de motorista.

## Filmografia
Documentários e outras aparições na TV incluindo:
| Ano de exibição         | título                                           | Distribuidora          | Produzido por                                               |
| ----------------------- | ------------------------------------------------ | ---------------------- | ----------------------------------------------------------- |
| 8 de Abril de 1996      | The Oprah Winfrey Show                           | King World Productions | Harpo Productions                                           |
| 27 de Março de 2003     | Joined for Life                                  | Discovery Channel      | Advanced Medical Productions, American Broadcasting Company |
| 17 de Dezembro de 2006  | Joined for Life: Abby and Brittany Turn 16       | The Learning Channel   | Advanced Medical Productions                                |
| 19 de Fevereiro de 2007 | Extraordinary People: The Twins Who Share a Body | Five (UK)              | One North                                                   |
| 28 de Agosto de 2012    | Abby & Brittany                                  | The Learning Channel   |                                                             |